# 白浜ゴルフ倶楽部
白浜ゴルフ倶楽部（しらはまゴルフくらぶ）は、和歌山県西牟婁郡白浜町にあるゴルフ場である。

## 概要
リゾート地の白浜にゴルフコースがないのはおかしいと、戦前、ゴルフ場を計画した人がいた、1930年（昭和5年）頃の上山勘太郎と下村海南であり、1937年（昭和12年）頃の南海電気鉄道株式会社・寺田勘吉だったが、いずれも戦争で挫折した。1953年（昭和28年）頃、関西のゴルフファンは、年に1度、「川奈ホテルゴルフコース」（1928年（昭和5年）開場、設計・大谷光明、C・H・アリソン）でプレーしていた。やがて、「関西の川奈を造るとすれば、それは白浜だ」と言い出したのが和歌山製塩・田中一也だった。
田中一也は寺田勘吉に相談したところ、「白浜にゴルフコースは是非必要」と賛成し、ゴルフ場用地は和歌山県営種畜場の平平原がよいと助言した。和歌山県知事・小野真次も、ゴルフ場計画に積極的で発起人代表になった。コース用地は、平草原の18万坪である、一部が開拓農地で転用問題が発生したが、社会党代議士・辻原弘市の裏技で切り抜けた。
建設資金の調達でも応援があった、和歌山財界だけでなく大阪財界も応援した。1955年（昭和30年）10月13日、新たなゴルフ場の建設に向けて経営母体「白浜開発株式会社」が設立された。コース設計は、日本アマチュアゴルフ選手権競技に4勝した佐藤儀一に依頼、助手に松山桂司が参加した。
1956年（昭和31年）5月、造成工事は完成、同年7月15日、コースは仮オープンされ、同年8月14日、開場された。コースの特徴は、佐藤の持論である狭いフェアウェイと小さな砲台グリーンではなく、例外のリゾートらしく、箱庭的に美しいコースが造られた。その後、松山桂司の設計によりコースは改造され、5,800ヤード、パー70から6,110ヤード、パー72のコースに作り替えられた。
ゴルフ場全体の面積は約50万平方メートルで、その約8割（40万7572平方メートル）は町有地である。
2022年7月25日に白浜開発は民事再生法の適用を申請したが、わたらせ温泉（堺市）の支援を受けることが決定し、ゴルフ場の営業を継続しながら再建を目指すことになった。

## 所在地
〒649-2211 和歌山県西牟婁郡白浜町2927-1

## コース情報
- 開場日 - 1956年8月14日
- 設計者 - 佐藤 儀一、松山 桂司
- 面積 - 590,000m2（約17.8万坪）
- コースタイプ - 丘陵コース
- コース - 18ホールズ、パー72、6,110ヤード、コースレート68.3
- フェアウェー - コウライ
- ラフ - ノシバ
- グリーン - 1グリーン、コウライ
- ハザード ^ バンカー100、池が絡むホール4
- ラウンドスタイル - 全組セルフプレー、乗用カートセルフプレー
- 練習場 - 無し
- 休場日 - 無休[3][4]

## クラブ情報
- ハウス面積 - 1,848m2（559.0坪）
- ハウス設計 - 渡辺 節
- ハウス施工 - 清水建設株式会社・株式会社田上組[3][4]

## ギャラリー
- コース - 「白浜ゴルフ倶楽部」、コース、2021年4月17日閲覧
- ハウス - 「白浜ゴルフ倶楽部」、施設案内、2021年4月17日閲覧

## 交通アクセス
- 鉄道 - 西日本旅客鉄道（JR西日本）紀勢本線（きのくに線） - 白浜駅より タクシー利用約15分
- 道路 - 阪和自動車道 - 南紀田辺ICより 15km 約20分[5]

## 関連文献
- 『別冊週刊サンケイ』、「ゴルフ風土記　白浜ゴルフ倶楽部」、東京 サンケイ新聞出版局、1966年6月、2021年6月2日閲覧
- 『ゴルフ場ガイド 西版』、2006-2007、「白浜ゴルフ倶楽部」、東京 ゴルフダイジェスト社、2006年5月、2021年4月17日閲覧
- 『美しい日本のゴルフコース BEAUTIFUL GOLF CULTURE IN JAPAN 日本のゴルフ110年記念 ゴルフは日本の新しい伝統文化である』、ゴルフダイジェスト社「美しい日本のゴルフコース」編纂委員会編、「関西の川奈を目指して気候温暖、そして温泉のある南紀白浜が選ばれた」、東京 ゴルフダイジェスト社、2013年12月、2021年4月17日閲覧